# エノモト
株式会社エノモトは、山梨県上野原市に本社を置く精密部品メーカーである。
各種半導体用部品をはじめ、各種精密金型・自動機械装置等の開発、設計、製作を行っている。
日本、中国、フィリピンの3極体制で事業展開をしており、「リードフレーム」「オプトデバイス」「コネクタ」を柱に、本社のある山梨県だけでなく、東北や海外にてものづくりを行っている。

## 国内拠点
- 本社 (山梨県上野原市)
- 営業部 (山梨県上野原市)
- 本社工場 (山梨県甲州市)
- 津軽工場 (青森県五所川原市)
- 岩手工場 (岩手県上閉伊郡大槌町)

## 海外拠点
- エノモト フィリピン マニュファクチャリング インコーポレーテッド (フィリピン)
- 益能達精密有限公司 (香港)
- 中山益能達精密電子有限公司 (中国広東省)

## スポンサード
- ヴァンフォーレ甲府練習着(右袖)スポンサー (2017年7月～)[2]